# Alfred Bergström
Alfred Maurits Bergström (født 15. januar 1869 i Stockholm; død 15. november 1930 i Tullinge, Botkyrka kommun, Stockholms län) var en svensk kunstner og professor ved Kungliga Akademien för de fria konsterna, 'Konstakademien'.
Han var maler, akvarelmaler og gravør, bror til sangeren Oscar Bergström.
Alfred Bergström giftede sig 1907 med komponisten Augusta von Otter (Augusta Katarina Charlotta von Otter, født Rosenquist af Åkershult-Gyllensvaan).
Bergström er blandt andet repræsenteret på Nationalmuseum i Stockholm.
| - Alfred Bergström portrætteret - Alfred Bergström tegnet af Carl Larsson - Alfred Bergström af Emil Österman (1870-1927) - Fra Svenskt Porträttgalleri XX - Selvportræt |

| - Værker af Alfred Bergström - Utsikt över Konstakademien, 1890 - Knut Borgh tegnet af Alfrid Bergström - Wille Gernandt portrætteret af Alfred Bergström - Maleren Cabel Ahltin (1866-1919) tegnet af Alfred Bergström - Solrigt skovlandskab - Sibyllegatan, 1892 (sv) - Maleri fra 1895 - Pastoralt landskab, 1896 - Lidingöbroen, 1896 - Vintermotiv ved Stockholms ström, 1899 - Ved havet, 1905 - Landskabsudsigt |